# Симфония № 5 (Гайдн)
Симфония № 5 ля мажор — симфония Йозефа Гайдна, написанная между 1760 и 1762 годами.
Состав оркестра: два гобоя, фагот, две валторны, струнные (1-е и 2-е скрипки, альты, виолончели и контрабасы).
Симфония написана по образцу церковной сонаты (sonata di chiesa), где быстрая первая и медленная вторая части по сравнению с традиционной симфонией перемещены друг с другом.

## Структура
1. Adagio ma non troppo
2. Allegro
3. Minuetto e Trio
4. Presto alla breve